# Parafia Podwyższenia Krzyża Świętego w Sulikowie
Parafia pw. Podwyższenia Krzyża Świętego w Sulikowie – parafia rzymskokatolicka dekanacie leśniańskim w diecezji legnickiej. Jej proboszczem jest ks. Dominik Jezierski. Kościół parafialny mieści się przy ulicy Dworcowej w Sulikowie.